# Montia
Montia L., 1753 è un genere di piante angiosperme dicotiledoni della famiglia delle Montiacee.
Il nome del genere è un omaggio al botanico italiano Giuseppe Monti (1682–1760).
Le specie di questo genere sono comunemente note nel mondo anglosassone come miner's lettuce, "lattuga del minatore".

## Tassonomia
La classificazione tradizionale (Sistema Cronquist, 1981) includeva questo genere nella famiglia delle Portulacacee, mentre la classificazione filogenetica lo colloca in una famiglia a sé stante (Montiaceae).
Il genere comprende le seguenti specie:
- Montia angustifolia Heenan
- Montia australasica (Hook. f.) Pax & K. Hoffm.
- Montia biapiculata Lourteig
- Montia bostockii (A.E.Porsild) S.L.Welsh
- Montia calcicola Standl. & Steyerm.
- Montia calycina Pax & K.Hoffm.
- Montia campylostigma (Heenan) Heenan
- Montia chamissoi (Ledeb. ex Spreng.) Greene
- Montia dichotoma (Nutt.) Howell
- Montia diffusa Greene
- Montia drucei (Heenan) Heenan
- Montia erythrophylla (Heenan) Heenan
- Montia fontana L.
- Montia howellii S. Watson
- Montia linearis (Douglas ex Hook.) Greene
- Montia meridensis Friedrich
- Montia parvifolia (Moc. ex DC.) Greene
- Montia racemosa (Buchanan) Heenan
- Montia sessiliflora (G.Simpson) Heenan
- Montia vassilievii (Kuzen.) McNeill

Alcune specie assegnate in passato a questo genere sono attualmente collocate nel genere Claytonia (p.es.
Montia perfoliata = Claytonia perfoliata).